# Karimat El-Sayed
Karimat El-Sayed (Egipte, 10 de desembre de 1933) és una acadèmica egípcia, cristal·lògrafa i defensora de l'educació de les dones. És professora de cristal·lografia a la Universitat d'Ain Shams. Va ser presidenta de la Societat Egípcia de Cristal·lografia i Aplicacions i va estar a càrrec de la Divisió d'Educació de la Unió Internacional de Cristal·lografia.
El-Sayed es va graduar amb honors en matemàtiques i física a la Universitat d'Ain Shams en 1957. Al 1965, va completar el doctorat al University College de Londres sota la direcció de Kathleen Lonsdale. Amb el suport de Lonsdale, va ser capaç de relacionar la vibració atòmica dels materials amb la seva expansió a causa de l'increment de la temperatura.
La majoria dels seus treballs estudien les estructures de materials, les propietats microestructurals i l'aplicació d'impureses en els materials rellevants per a la metal·lúrgia industrial i en els materials semiconductors. Va ser fundadora de la secció femenina del Departament de Física de la Universitat de King Abdul-Aziz (1975). Va ser presidenta de la Divisió d'Educació de la Unió Internacional de Cristal·lografia durant tres anys i presidenta del Comitè Egipci de Cristal·lografia.
Karimat El-Sayed també ha publicat estudis i dissertat sobre la participació de les dones en la ciència, en particular en l'estudi de materials, incentivant a les joves a seguir el seu exemple.
El-Sayed està casada amb un altre físic. Tenen dos fills, una filla i quatre nets.

## Premis
- 2003: Premi L'Oréal-UNESCO per a les dones i la ciència.[6]